# Otto Fickeisen
Otto Fickeisen (Ludwigshafen am Rhein, 24 dicembre 1879 – Königsbach an der Weinstraße, 15 dicembre 1963) è stato un canottiere tedesco.
Partecipò ai Giochi della II Olimpiade e a quelli della V Olimpiade che si svolsero rispettivamente a Parigi nel 1900 e a Stoccolma nel 1912. Con la sua squadra, il Ludwigshafener Ruder Verein, prese parte in entrambe le Olimpiadi alla gara di quattro con. Nella sua prima Olimpiade vinse la medaglia di bronzo nella finale B mentre nella seconda ottenne la medaglia d'oro assieme al fratello Rudolf.

## Palmarès
| Anno | Manifestazione | Sede      | Evento      | Risultato |
| ---- | -------------- | --------- | ----------- | --------- |
| 1900 | Olimpiadi      | Parigi    | Quattro con | Bronzo    |
| 1912 | Olimpiadi      | Stoccolma | Quattro con | Oro       |